# Landtagswahlkreis Lienz
Der Wahlkreis Lienz (Wahlkreis 6) ist ein Wahlkreis in Tirol, der den politischen Bezirk Lienz umfasst. Bei der Landtagswahl 2013 waren im Wahlkreis Lienz 39.824 Personen wahlberechtigt, wobei bei der Wahl die Österreichische Volkspartei (ÖVP) mit 49,53 % als stärkste Partei hervorging. Die ÖVP hält seit der Landtagswahl das einzig Grundmandat im Wahlkreis Lienz.

## Wahlergebnisse
| Landtagswahlen im Landtagswahlkreis Lienz | Landtagswahlen im Landtagswahlkreis Lienz | Landtagswahlen im Landtagswahlkreis Lienz | Landtagswahlen im Landtagswahlkreis Lienz | Landtagswahlen im Landtagswahlkreis Lienz | Landtagswahlen im Landtagswahlkreis Lienz | Landtagswahlen im Landtagswahlkreis Lienz | Landtagswahlen im Landtagswahlkreis Lienz | Landtagswahlen im Landtagswahlkreis Lienz | Landtagswahlen im Landtagswahlkreis Lienz |
| ----------------------------------------- | ----------------------------------------- | ----------------------------------------- | ----------------------------------------- | ----------------------------------------- | ----------------------------------------- | ----------------------------------------- | ----------------------------------------- | ----------------------------------------- | ----------------------------------------- |
| Wahltermin                                | GM                                        |                                           | ÖVP                                       | SPÖ                                       | FPÖ                                       | GRÜNE                                     | FRITZ                                     | Sonstige                                  |                                           |
| 13. März 1994                             |                                           | Stimmenanteile (%)                        | 67,51                                     | 10,52                                     | 10,97                                     | 7,51                                      | -                                         | 3,50                                      |                                           |
| 13. März 1994                             | 3                                         | Grundmandate                              | 2                                         | 0                                         | 0                                         | 0                                         | -                                         | 0                                         |                                           |
| 7. März 1999                              |                                           | Stimmenanteile (%)                        | 63,33                                     | 12,44                                     | 16,43                                     | 5,88                                      | -                                         | 1,91                                      |                                           |
| 7. März 1999                              | 3                                         | Grundmandate                              | 2                                         | 0                                         | 0                                         | 0                                         | -                                         | 0                                         |                                           |
| 28. September 2003                        |                                           | Stimmenanteile (%)                        | 62,60                                     | 16,97                                     | 8,19                                      | 12,23                                     | -                                         | -                                         |                                           |
| 28. September 2003                        | 3                                         | Grundmandate                              | 2                                         | 0                                         | 0                                         | 0                                         | -                                         | -                                         |                                           |
| 8. Juni 2008                              |                                           | Stimmenanteile (%)                        | 48,78                                     | 12,64                                     | 14,43                                     | 8,82                                      | 13,05                                     | 2,27                                      |                                           |
| 8. Juni 2008                              | 3                                         | Grundmandate                              | 1                                         | 0                                         | 0                                         | 0                                         | 0                                         | 0                                         |                                           |
| 28. April 2013                            |                                           | Stimmenanteile (%)                        | 49,53                                     | 14,29                                     | 10,97                                     | 7,94                                      | 3,32                                      | 13,96                                     |                                           |
| 28. April 2013                            | 3                                         | Grundmandate                              | 1                                         | 0                                         | 0                                         | 0                                         | 0                                         | 0                                         |                                           |
| 25. Februar 2018                          |                                           | Stimmenanteile (%)                        | 49,21                                     | 21,94                                     | 13,35                                     | 5,54                                      | 2,85                                      | 7,10                                      |                                           |
| 25. Februar 2018                          | 3                                         | Grundmandate                              | 1                                         | 0                                         | 0                                         | 0                                         | 0                                         | 0                                         |                                           |
| 25. September 2022                        |                                           | Stimmenanteile (%)                        | 42,89                                     | 14,81                                     | 18,62                                     | 6,21                                      | 8,97                                      | 8,50                                      |                                           |
| 25. September 2022                        | 3                                         | Grundmandate                              | 1                                         | 0                                         | 0                                         | 0                                         | 0                                         | 0                                         |                                           |